# 森城 (亞利桑那州)
森城（英語：Sun City）是位於美國亞利桑那州馬里科帕縣的一個人口普查指定地區。根據2010年美國人口普查，該地人口為37499人，而該地的面積約為37.80平方千米。

## 地理
森城的座標為33°36′51″N 112°16′55″W / 33.61417°N 112.28194°W，而該地最高點為海拔高度348米（即1142英尺）。